# Židovská obec v Kroměříži
Židovská obec v Kroměříži patřila v době 15. století k nejvýznamnějším židovským obcím na Moravě.

## Historie Židovské obce
První písemné zmínky o přítomnosti Židů v Kroměříži pochází z roku 1322. V listině vydané 9. srpna 1322 povoluje král Jan Lucemburský biskupu Konrádovi z Olomouce v jeho čtyřech městech (Kroměříž, Olomouc, Vyškov, Mohelnice) si držet Židy. „Ve svých městech po jednom židu lichovném si držeti a chrániti, který bude osvobozen od všech povinných dávek, jakož i plateb židovských a nebude podléhati právu vrchnosti než tomuto biskupu olomouckému a jeho církvi.“ Tím bylo v českých zemích poprvé překročeno tzv. židovské právo, dle kterého mohli Židy (servi camerae regiae) ve svých městech držet pouze králové.
Zpočátku žila v Kroměříži pouze jedna židovská rodina, ale už ke konci 14. století se velikost obce výrazně rozšířila. Z této doby pocházejí také první zmínky o existenci synagogy. V důsledku toho bylo v roce 1374 Židům biskupem Janem ze Středy nařízeno platit vyšší poplatky za ochranu (Schutzgeld). 
Významným rokem pro židovskou obec v Kroměříži se stal rok 1454. V tomto roce byli na základě rozhodnutí Ladislava Pohrobka vyhnáni Židé z moravských královských měst. Mnoho Židů našlo své útočiště v Kroměříži, která byla městem biskupským. Pod ochranou biskupa Židé v Kroměříži prosperovali, pro jejich ochranu na obchodních cestách byly vydávány tzv. ochranné listy (Schutzurkunden). Tak se stala Kroměříž největší a nejvýznamnější židovskou obcí na Moravě, pročež si vysloužila přízvisko Hanácký Jeruzalém. Za tyto výhody však Židé museli platit vysoké poplatky.
V roce 1571 byla židovská práva potvrzena listinou biskupa Prusinovského. V této listině byly zakotveny jak práva, tak i poplatky. V 17. století byla židovská obec v Kroměříži plně samostatná s volenou samosprávou. Podléhala pouze biskupské vrchnosti, která měla právo veta při volbě židovských zástupců. Mezi zdroje obživy Židů patřilo půjčování peněz, obchod, řemesla. V mnohých případech rovněž vinopalnictví. 
Rozkvět obce však přerušila třicetiletá válka. Poté, co bylo město v roce 1643 dobyto Švédy, vyplenění neušla ani židovská obec. Zemřelo více než 70 Židů včetně rabína Mordechaje ben Moše. Tragický osud kroměřížských Židů během třicetileté války barvitě líčí Kroměřížská selicha. Ve švédských válkách byly židovské obce těžce decimovány. V roce 1644 bylo kroměřížské židovské město v troskách. Mnoho z kroměřížských Židů uprchlo z města. V listině biskupa  Leopolda Wilhelma z roku 1649 je však Židům nařízeno vrátit se a podílet se na obnovení výstavby. V roce 1648 došlo k novému přílivu židovských uprchlíků z oblasti Ukrajiny a Polska, kteří prchali před pronásledováním při Chmelnického povstání. Židovská obec byla dále rozšířena o osm rodin z Vídně, odkud byli Židé v roce 1670 vykázáni. Jejich příchod byl schválen biskupem Lichtensteinem z Kastelkornu.

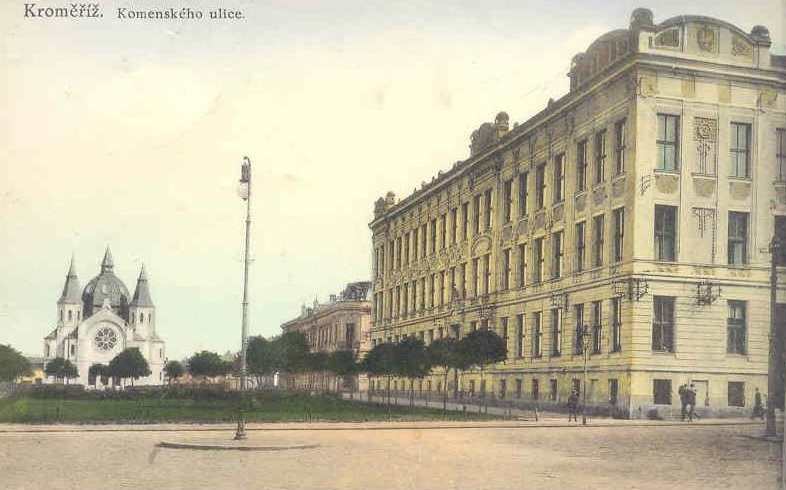
Dobová pohlednice s poslední kroměřížskou synagogou

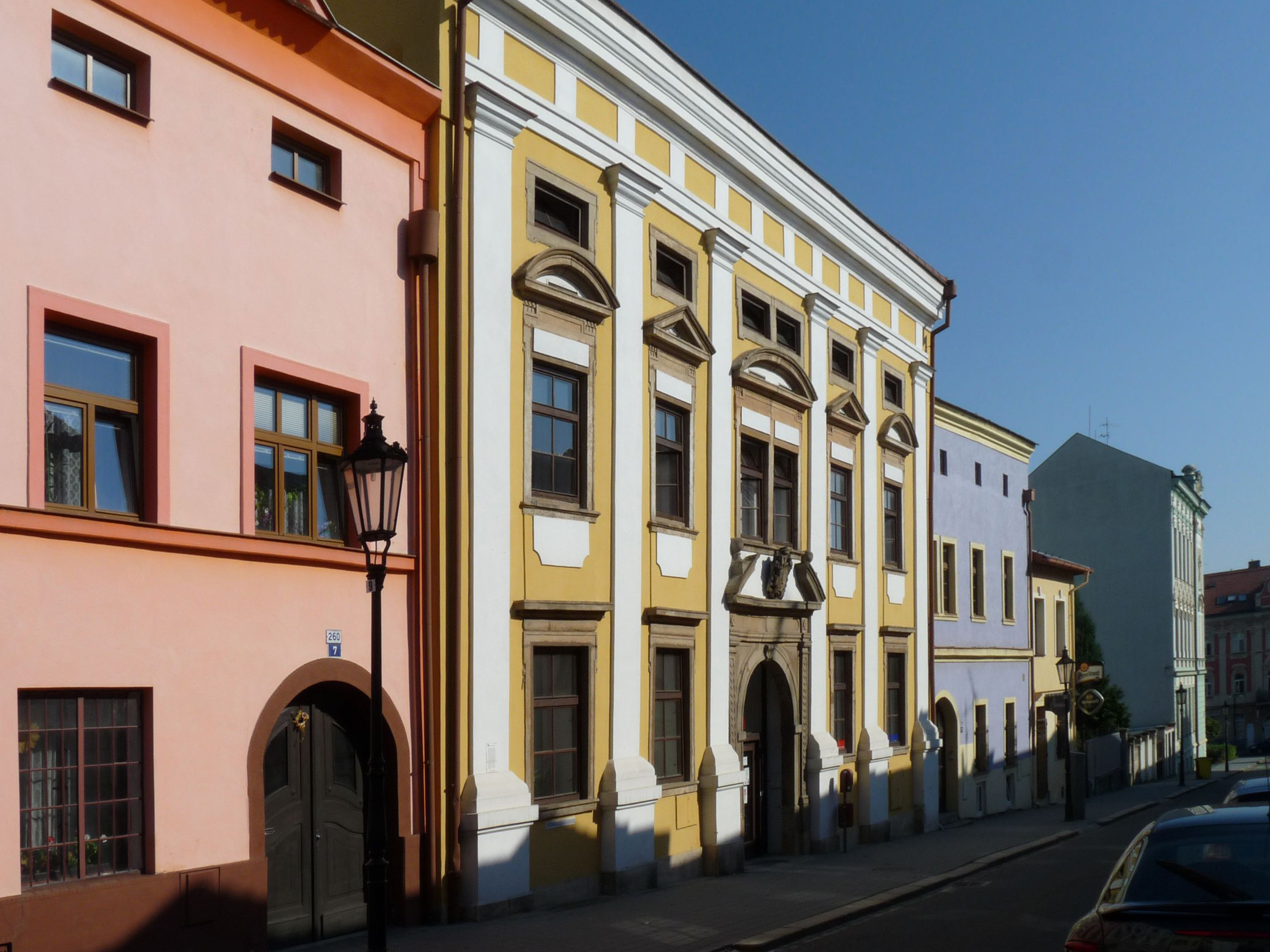
Bývalá židovská radnice v Kroměříži

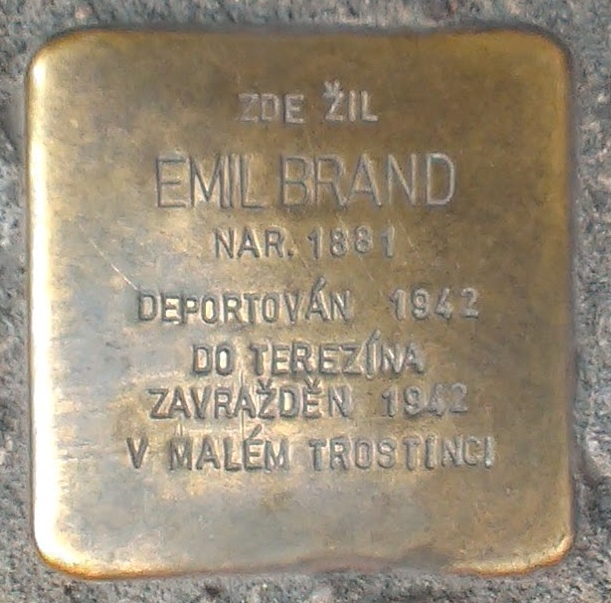
Stolperstein Emila Branda

S příchodem vídeňských Židů se ekonomická situace židovské obce zlepšila. Většina Židů, která v Kroměříži zbyla po švédských nájezdech, byli domkáři a chudí kramáři. Místními občany byli označování jako Pinkelträger (židáčci). Vídeňští Židé byli oproti tomu bohatí velkoobchodníci se zahraničními obchodními kontakty napříč evropskými zeměmi. Mezi těmito dvěma odlišnými skupinami však vznikaly často konflikty. Mezi Židy zaujímal významné postavení tzv. židovský inspektor, který sloužil jako prostředník mezi vrchností a židovskou obcí. Koncem 17. století postavil Židům za věrné služby biskup Karel II. z Lichtenštejna-Kastelkornu barokní budovu židovské radnice.
V první třetině 18. století vzrostl v Kroměříži antisemitismus. Proto byla židovská obec v roce 1727 obehnána separační zdí. Do města mohli cizí Židé vstupovat pouze Mlýnskou branou, kde za osobu museli zaplatit mýto 7 krejcarů. I přes ochranu biskupa, již se Židé těšili, nebyla obec uchráněna pogromu v roce 1742 a 1774, kdy bylo židovské město opakovaně vypleněno.
Situace Židů se zlepšila až v roce 1848, kdy byla zrušena tzv. segregační zeď dělící židovskou obec od zbytku města. V tomto roce také Židé mohli být zvoleni mezi zástupce města. V roce 1851 zanikla židovská obec jako politicky samostatný útvar v rámci města, zachována zůstala pouze ve formě židovské náboženské obce. Samostatné katastrální území Kroměříž Židovské město bylo zrušeno v roce 1858 a jeho plocha byla přičleněna ke katastru města. V druhé polovině 19. století a v první polovině 20. století se Židé prosazovali v mnoha oblastech kulturního života. Byly založeny nejrůznější židovské spolky, např. studentský spolek, spolek Chevra Kaddischa atd. Významným datem pro židovskou obec byl rok 1909, kdy byla odhalena nově vystavěná synagoga.
Více než 500 let trvající soužití Židů a ostatních obyvatel Kroměříže bylo tragicky ukončeno německou okupací v roce 1939. Židé byli nejprve zbaveni svých práv a později deportováni nejprve do Terezína, odtud později do vyhlazovacích táborů. Pouze hrstka Židů přežila válku. Někteří z Židů se po osvobození v roce 1945 vrátili do Kroměříže, aby obnovili náboženskou obec. Židovská obec zcela zanikla v roce 1970.

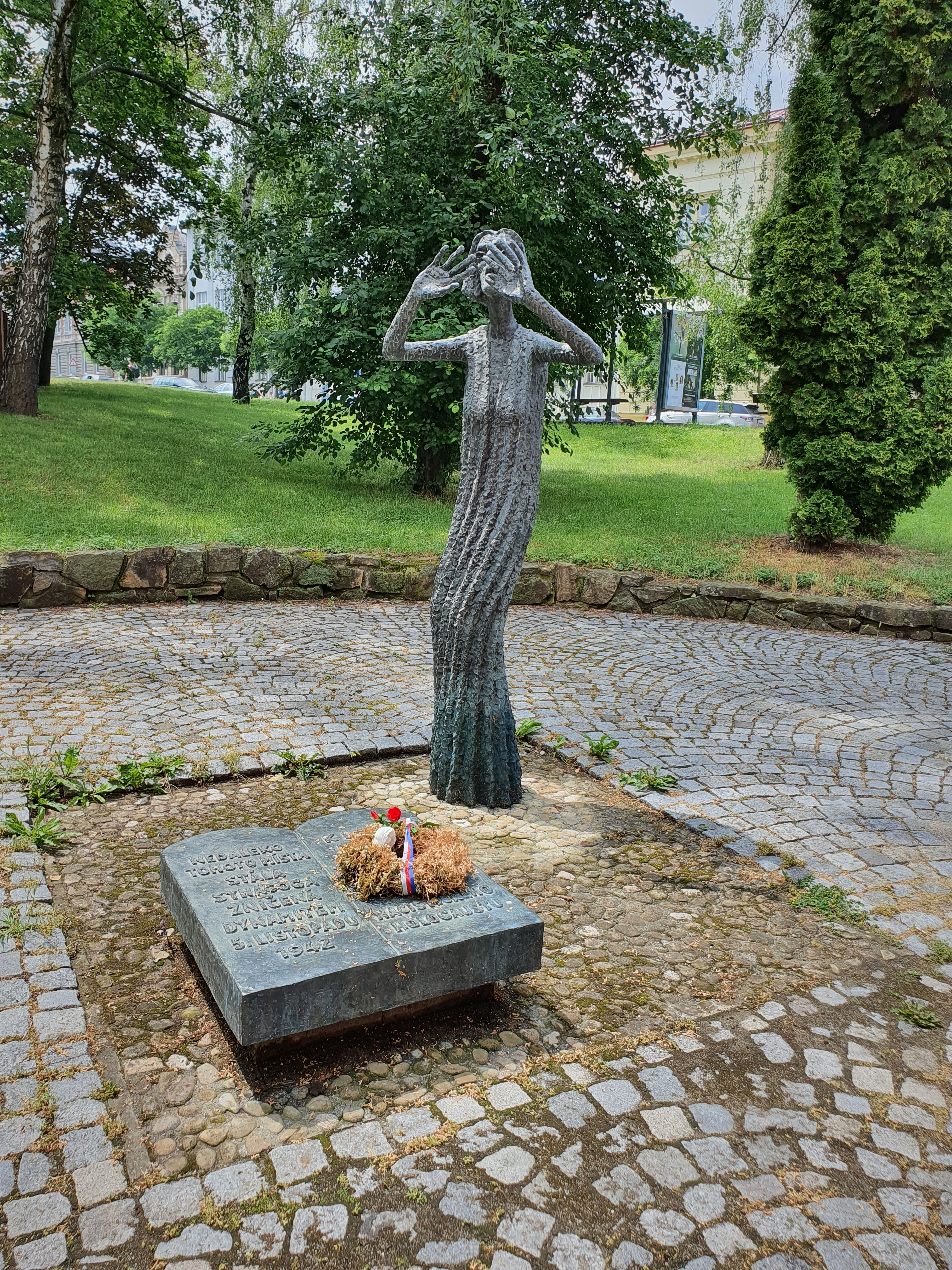
Památník holokaustu na místě kroměřížské synagogy

V roce 2014 byl v Kroměříži ve Vodní ulici jako zvláštní upomínka oběti holokaustu instalován Stolperstein, česky zvaný kámen zmizelých. V roce 2017 byla rekonstruována budova židovské radnice a dne 6. listopadu 2017 byly před vchodem do budovy instalovány čtyři kameny zmizelých připomínající rodinu posledního židovského rabína Joachima Astela (1. listopadu 1901 Přemyšl – 24. června 1942 Osvětim). Dne 16. dubna 2019 byly před budovou bývalé knihovny v činžovním domě v Kollárově ulici č.p. 528/1 instalovány kameny zmizelých k uctění památky Felixe Pressera a jeho rodiny. Dne  1. prosince 2020 byly ve Vodní ulici instalovány kameny zmizelých rodiny MUDr. Alfréda Löffa.